# Nicolae Titulescu, Olt
Nicolae Titulescu este satul de reședință al comunei cu același nume din județul Olt, Muntenia, România. Este locul unde și-a petrecut copilăria Nicolae Titulescu, numit pe atunci Titulești, pe moșia tatălui său.
 Acest articol despre o localitate din județul Olt este deocamdată un ciot. Puteți ajuta Wikipedia prin completarea lui.

Sat de o frumusețe rară cu păduri verzi de foioase, străbătut de râul Cungrea și cu celebrul copac,Tecul de la Ionicesti.